# كريستيان باولي
كريستيان باولي (بالألمانية: Christian Pauli)‏ هو لاعب كرة قدم ألماني في مركز الهجوم، ولد في 30 يناير 1992 في أوسنابروك في ألمانيا. شارك مع منتخب النمسا تحت 20 سنة لكرة القدم. أما مع النوادي، فقد لعب مع نادي أوسنابروك.

## وصلات خارجية
- كريستيان باولي على موقع قاعدة بيانات كرة القدم.إي يو (الإنجليزية)
- كريستيان باولي على موقع بيانات كرة القدم. دي إي (الألمانية)
- كريستيان باولي على موقع عالم كرة القدم.نت (الإنجليزية)